# Голубев, Михаил Трофимович
Михаил Трофимович Голубев (5 [18] января 1909 — 15 марта 1957) — участник Великой Отечественной войны, командир взвода химической защиты 127-го гвардейского стрелкового полка 72 я гвардейской стрелковой дивизии 40-й армии 2-го Украинского фронта, гвардии лейтенант. Герой Советского Союза.

## Биография
Родился 5 (18) января 1909 года в селе Станки (ныне — Пустошкинского района Псковской области) в крестьянской семье. Русский.
Проходил действительную срочную службу в армии с 1930 по 1933 годы. Окончил 3 курса Калининского педагогического института. Вновь был призван в армию в 1937 году. Участник боёв с японскими войсками на реке Халхин-Гол (Монголия) в 1939 году.
В 1941 году окончил Калининское военно-химическое училище. В действующей армии Великой Отечественной войны — с июня 1941 года. Воевал на Западном, Резервном, снова Западном, Воронежском, 1-м и 2-м Украинских фронтах. Был ранен.
Особо отличился в Уманско-Ботошанской наступательной операции на территории Правобережной Украины во время форсирования реки Южный Буг. В бою за село Ладыжин (ныне город Винницкой области) гвардии лейтенант Михаил Голубев первым переправился через реку Южный Буг. С боем захватив на западном берегу реки находившийся там паром и обезвредив вражескую мину на пароме, перегнал его на восточный берег, чем обеспечил успешную переправу подразделений полка.
После окончания войны продолжил службу в армии в Центральной группе войск. С 1946 года старший лейтенант М. Т. Голубев — в запасе.
Жил в городе Галич Ивано-Франковской области Украинской ССР. Работал заведующим центральной сберкассой.
Умер 15 марта 1957 года.

## Награды
- Указом Президиума Верховного Совета СССР от 13 сентября 1944 года за мужество и героизм, проявленные при форсировании Южного Буга, Голубеву Михаилу Трофимовичу присвоено звание Героя Советского Союза с вручением ордена Ленина и медали «Золотая Звезда» (№ 4245).
- Награждён орденами Ленина и Красной Звезды, а также медалями, в числе которых «За боевые заслуги», «За оборону Москвы», «За победу над Германией».